# Jean-Louis Fage
Jean-Louis Fage, mit vollständigem Namen Jean Baptiste Louis Fage, (* 30. September 1883 in Limoges; † 28. Mai 1964 in Dijon) war ein französischer Meeresbiologe, Arachnologe und Speläologe. Er stammte aus Limoges.

## Leben
Er begann seine biologischen Studien an der Sorbonne in Paris und im Laboratorium von Saint-Vaast-la-Hougue, dem Laboratoire maritime de Saint-Vaast-la-Hougue, wo er auf Rémy Perrier (1861–1936) (dem Bruder von Edmond Perrier) und Gaston Bonnier (1853–1922) traf.
Fage reichte seine Doktorarbeit über die Nephridien der Polychaeten im Jahre 1906 ein, Recherches sur les organes segmentaires des annélides polychètes. Nach seiner Promotion arbeitete er 14 Jahre im meeresbiologischen Laboratorium von Banyuls-sur-Mer, dem Laboratoire de Banyuls-sur-Mer. In dieser Zeit beschäftigte er sich mit Crustaceen, Plankton und Höhlenforschung.
1920 wurde er Mitarbeiter im Muséum national d’histoire naturelle in Paris. Im Jahre 1938 wurde er dort Professor und Direktor Nachfolger von Charles Joseph Gravier (1865–1937). Er behielt diesen Vorsitz für die Fachgebiete Würmer und Crustaceen von 1938 bis 1954. Nachdem er drei Jahre als Witwer lebte, starb er im Haus seiner Tochter in Dijon.
Er führte den Vorsitz der Kommission der Höhlenforschung des Centre national de la recherche scientifique (CNRS) Laboratoire souterrain de Moulis und war der erste Präsident des Comité de direction. Ferner übernahm er auch den Vorsitz der Kommission der Höhlenforschung des CNRS (Commission de spéléologie du CNRS). Seit 1942 war er Mitglied der Académie des sciences in Paris und seit Dezember 1954 assoziiertes Mitglied der Académie royale des Sciences, des Lettres et des Beaux-Arts de Belgique.

## Schriften
- L. Fage, R. Legendre: Pêches planctoniques à la lumière, effectuées à Banyuls-sur-Mer et à Concarneau. I. Annélides polychètes. In: Archives de Zoologie Expérimentale et Génerale. 67 (1927), S. 23–222.
- L. Fage: Pêches plantoniques à la lumiére effectuées à Banyuls-sur-Mer et à Concarneau. III. Crustacés. In: Archives de zoologie expérimentale et générale. 76 (1933), S. 105–248.
- L. Fage: Cumacés. Expédition océanographique belge dans les eaux côtières africaines de l'Atlantique Sud (1948-1949): résultats scientifiques. 3(1). Institut royal des Sciences naturelles de Belgique, Bruxelles 1951, S. 1–10 ff.
- L. Fage: Sur un type nouveau de Mysidacé des eaux souterraines de l'Ile de Zanzibar. C. R. Acad. Sci., Paris 1924, S. 2127–2129.
- L. Fage: Lepidophthalmus servatus Fage. Type nouveau de Mysidacé des eaux souterraines de Zanzibar. - Biospeologica, Arch. Zool. Exp. Gén., Paris 1925 63, S. 525–532.
- L. Fage: Aperçu sur les recherches d'océanographie biologiques récemment poursuivies en France. Journées des 24 et 25 février 1953. Centre belge d'océanographie et de recherches sous-marines. Publications du FNRS, Bruxelles, 1958, pp. 49–65.
- E. Chevreux, L. Fage: Amphipodes. Faune de France. 9. Amphipodes. Paul Lechevalier, Paris 1925. (Reprint: Kraus, Nendeln 1970)